# 1961 dans le catholicisme
Chronologie du catholicisme
- 1957
- 1958
- 1959
- 1960
- 1961
- 1962
- 1963
- 1964
- 1965

Cet article présente les faits marquants de l'année 1961 dans le catholicisme.

## Évènements
- 16 janvier : création de 4 cardinaux par Jean XXIII.
- 11 mai : canonisation de Maria Bertilla Boscardin.
- 15 mai : publication de l'encyclique Mater et Magistra sur la question sociale.

## Naissances
- 1er janvier : Yanuarius Teofilus Matopai You, prélat indonésien, évêque de Jayapura
- 16 janvier : Alain Guellec, prélat français, évêque de Montauban
- 20 janvier : Vincent Jordy, prélat français, archevêque de Tours
- 1er février : Paolo Rocco Gualtieri, prélat italien, diplomate du Saint-Siège et archevêque titulaire de Sagone
- 7 février : Donald Bolen, prélat canadien, archevêque de Regina
- 10 mars : Andrzej Wierciński, prêtre, philosophe, théologien et poète polonais
- 26 mars : Josef Stübi, prélat suisse, évêque auxiliaire de Bâle et évêque titulaire de Lemellefa (de)
- 1er avril : Olivier Ribadeau Dumas, prêtre français, recteur de Notre-Dame de Paris
- 7 avril : Marek Solczyński, prélat polonais, diplomate du Saint-Siège et archevêque titulaire de Césarée-en-Maurétanie (de)
- 9 avril : Heiner Wilmer, prélat allemand, évêque de Hildesheim
- 10 juin : Christophe Zoa, prélat camerounais, évêque de Sangmélima
- 12 juin : Lucio Ángel Vallejo Balda, prêtre espagnol, condamné dans l'affaire des Vatileaks
- 16 juin : Nelson Perez, prélat américain, archevêque de Philadelphie
- 24 juin : Michel Guillaud, prélat français, évêque de Constantine-Hippone
- 20 juillet : Paul Marwan Tabet, prélat maronite libanais, évêque de Saint-Maron de Montréal
- 22 juillet : Apollinaire Malu Malu, prêtre, militant et homme d'État congolais († 30 juin 2016)
- 8 août : John Folda, prélat américain, évêque de Fargo
- 16 août : Santo Gangemi, prélat italien, diplomate du Saint-Siège et archevêque titulaire d'Umbriatico (de)
- 17 août : 
  - Ignace Bessi Dogbo, cardinal ivoirien, archevêque d'Abidjan
  - Clemens Pickel, prélat et missionnaire allemand, évêque de Saratov
- 18 août : Julio Murat, prélat turc, diplomate du Saint-Siège et archevêque titulaire d'Orange (de)
- 19 août : Bienheureuse Sandra Sabattini, militante catholique italienne († 2 mai 1894)
- 21 août : Bryan Bayda, prélat canadien, évêque de Toronto des Ukrainiens
- 11 septembre : Laurent Percerou, prélat français, évêque de Nantes
- 14 septembre : Marc Beaumont, prélat français, évêque de Moulins
- 18 septembre : Giancarlo Dellagiovanna (en), prélat italien, diplomate du Saint-Siège et archevêque titulaire de Sistroniana (de)
- 4 octobre : Hubertus van Megen, prélat néerlandais, diplomate du Saint-Siège et archevêque titulaire de Novaliciana (de)
- 7 octobre : Nicolas Buttet, prêtre suisse, fondateur et modérateur de la Fraternité Eucharistein, accusé de dérives
- 15 octobre : Urbain Ngassongo, prélat congolais, premier évêque de Gamboma
- 28 octobre : Charles Morerod, prélat dominicain suisse, évêque de Lausanne, Genève et Fribourg
- 30 octobre : Eamon Martin, prélat nord-irlandais, archevêque d'Armagh
- 11 novembre : Alain Ransay, prélat français, évêque de Cayenne
- 15 novembre : Anthony Poola, cardinal indien, archevêque d'Hyderabad, précédemment évêque de Kurnool (en) et administrateur apostolique de Nalgonda (en)
- 3 décembre : Vincent Long Van Nguyen, prélat australien d'origine vietnamienne, évêque de Parramatta
- 13 décembre : Michael Dooley, prélat néo-zélandais, évêque de Dunedin
- 19 décembre : Soane Patita Paini Mafi, premier cardinal tongien, évêque des Tonga
- Date précise inconnue : 
  - Pierre de Martin de Viviés, prêtre sulpicien, théologien, exégète, auteur et enseignant français
  - Luc Mellet, prêtre français

## Décès
- 4 janvier : Louis de Lacger, prêtre et historien français (° 27 novembre 1871)
- 28 janvier : Anatole Ghestin, prêtre jésuite et missionnaire français en Chine (° 3 janvier 1873)
- 6 février : Gervais Quenard, prêtre et missionnaire français, supérieur général des Augustins de l'Assomption (° 11 janvier 1875)
- 10 février : Jakub Deml, prêtre et écrivain tchèque (° 20 août 1878)
- 6 mars : Marcello Mimmi, cardinal italien, archevêque de Naples (° 18 juillet 1882)
- 26 mars : Carlos Duarte Costa, prélat brésilien, évêque de Botucatu, excommunié pour schisme (° 21 juillet 1888)
- 18 avril : Bienheureux Louis Leroy, prêtre, missionnaire au Laos et martyr français (° 8 octobre 1923)
- 20 avril : Bienheureux Michel Coquelet, prêtre, missionnaire au Laos et martyr français (° 18 août 1931)
- 21 avril : Paul Doncœur, prêtre jésuite français, aumônier militaire, auteur, pionnier du scoutisme écarté pour sa proximité avec le régime de Vichy (° 6 septembre 1880)
- 27 avril : Bienheureux Noël Tenaud, prêtre, missionnaire au Laos et martyr français (° 11 novembre 1904)
- 29 avril : Georges Debray, prélat français, évêque de Meaux (° 27 septembre 1892)
- 5 mai : Jean Élissalde, prêtre français, écrivain et poète de langue basque (° 29 août 1883)
- 11 mai : 
  - Bienheureux Vincent L'Hénoret, prêtre, missionnaire au Laos et martyr français (° 12 mars 1921)
  - Yves Simon, philosophe thomiste français (° 14 mars 1903)
- 15 mai : Bienheureuse Róża Czacka, comtesse et religieuse polonaise, fondatrice des Franciscaines servantes de la Croix (° 22 octobre 1876)
- 10 juin : Michael Buchberger, prélat allemand, évêque de Ratisbonne (° 8 juin 1874)
- 16 juin : Bienheureux Donizetti Tavares de Lima, prêtre brésilien, "saint curé de Tambaú" (° 3 janvier 1882)
- 19 juin : Bienheureuse Hélène Aiello, religieuse italienne, fondatrice des Sœurs minimes de la Passion du Christ (° 10 avril 1895)
- 23 juin : Jo-Calixte Tremblay, prêtre et journaliste canadien (° 5 septembre 1877)
- 11 juillet : Octave Pasquet, prélat français, évêque de Séez (° 10 novembre 1869)
- 30 juillet : Domenico Tardini, cardinal italien de la Curie, cardinal-secrétaire d’État, précédemment archevêque titulaire de Laodicée-en-Syrie (de) (° 29 février 1888)
- 31 juillet : Bienheureux Marcel Denis, prêtre, missionnaire au Laos et martyr français (° 7 août 1919)
- 3 août : Nicola Canali, cardinal italien de la Curie (° 6 juin 1874)
- 6 août : Joseph-Ernest Van Roey, cardinal belge, archevêque de Malines et primat de Belgique (° 13 juin 1874)
- 14 août : 
  - Henri Breuil, prêtre et préhistorien français (° 28 février 1877)
  - Marcel Jousse, prêtre jésuite, anthropologue et auteur français (° 28 juillet 1886)
- 27 août : Georges-Marie de Jonghe d'Ardoye, prélat belge, diplomate du Saint-Siège et archevêque titulaire d'Amathus-en-Chypre (de) puis de Misthia (de) (° 23 avril 1887)
- 27 septembre : René Mouterde, prêtre jésuite et archéologue français (° 28 octobre 1880)
- 12 octobre : Jean Amoudru, prélat dominicain et missionnaire français, évêque clandestin en URSS (° 31 août 1878)
- 13 octobre :  Dun Karm Psaila, prêtre et poète maltais, auteur de l'hymne national de Malte (° 18 octobre 1871)
- 7 novembre : 
  - Pierre Rivière, prélat français, évêque de Monaco (° 7 novembre 1871)
  - Augustin Rösch, prêtre jésuite allemand, résistant au nazisme (° 11 mai 1893)
- 22 décembre : Elia Dalla Costa, cardinal et vénérable italien, archevêque de Florence (° 14 mai 1872)